# ナイト・クライシス
『ナイト・クライシス』（原題：Night Eyes 3）は、1993年公開のアメリカのエロティック・スリラー映画。テレビ放送時のタイトルは『ナイト・アイズ／愛欲の危険な罠』。
アンドリュー・スティーヴンスが監督した「ナイトアイズ（Night Eyes）」シリーズの3作目である。
前作同様、アンドリュー・スティーヴンスとシャノン・トゥイードが主演しているが、別の役柄での出演となっている。また、トゥイードの妹であるトレイシーも出演している。

## あらすじ
大ヒット番組『スウィート・ジャスティス』に出演する人気TV女優のゾーイ・クレアモント（シャノン・トゥイード）は、元カレにストーカーされていた。次第に過激になっていくストーカー行為から自身の身を守るために、彼女はセキュリティ専門家のウィル・グリフィス(アンドリュー・スティーヴンス)を雇うことにする。しかし、ゾーイは彼女の成功を妬む共演者から、そして、ウィルはライバル警備会社から仕掛けられた罠にはまってしまう。

## キャスト
※括弧内は日本語吹替。
- ウィル・グリフィス - アンドリュー・スティーヴンス（安原義人）

凄腕のボディーガード
- ゾーイ・クレアモント - シャノン・トゥイード（駒塚由衣）

人気TV女優
- ダナ・グレイ - トレイシー・トゥイード（宮寺智子）

ゾーイに嫉妬するライバル女優
- トーマス・キャシディ - ダニエル・マクヴィカー（英語版）[1]（有本欽隆）
- ジム・スタントン - トリスタン・ロジャース（英語版）
- Dan Everett - Todd Curtis
- ナタリー - アリソン・マック
- Kaplan - リチャード・ポートナウ
- Mrs. O'Brien - Marianne Muellerleile

日本語吹替その他：中田和宏、若本規夫、糸博、増田ゆき、秋元千賀子、津田英三、鈴鹿千春、熊谷ニーナ、辻親八、岩田安生、寺内よりえ、坪井智浩、田中正彦
日本語版制作スタッフ 演出：向山宏志、翻訳：中村久世、調整：山田太平、効果：リレーション、担当：鍛治谷功、制作：テレビ東京／ムービーテレビジョン、制作協力：武市プロダクション
テレビ初回放送日：1997年8月21日 テレビ東京『木曜洋画劇場』

## 製作
本作は、カリフォルニア州ロサンゼルスで、1992年11月30日から12月29日までの1ヶ月間で撮影された。